# Kraj Rad

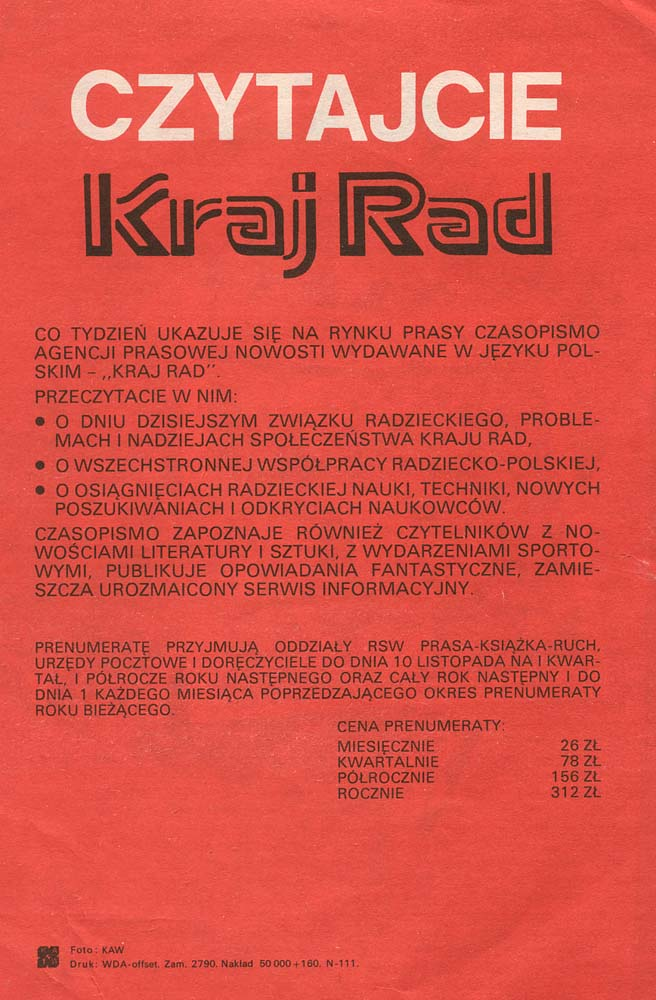
Ulotka zachęcająca do czytania Kraju Rad

Kraj Rad – wydawany od 1958 do 1990 kolorowy tygodnik poświęcony propagowaniu w Polsce wiedzy o Związku Socjalistycznych Republik Radzieckich i przedstawiający pozytywny obraz mocarstwa. 

## Opis
Pierwszy numer „Kraju Rad” ukazał się 29 grudnia 1957. Czasopismo wydawano w formacie 24 × 32 cm. Wydawcą było początkowo Wydawnictwo „Kraj Rad”, a następnie warszawski oddział radzieckiej Agencji Prasowej „Nowosti”.
Redakcja mieściła się w Warszawie przy alei 1 Armii Wojska Polskiego (dziś aleja Szucha). W zespole redakcyjnym pracowali Rosjanie (obywatele ZSRR) i Polacy:
redaktor naczelny redakcji polskiej – Stanisław Sztukaturow;
redaktor naczelny redakcji moskiewskiej – Wiktor Striżko;
zastępca redaktora naczelnego – Oleg Lajna;
sekretarze redakcji – Jewgienij Aleksandrow, Rudolf Gajewski, Wawrzyniec Milewski;
zastępca sekretarza redakcji – Sławomir Trzaskowski.
W języku propagandy PRL Krajem Rad określano ZSRR.